# Vitor Belfort
Vítor Belfort, född 1 april 1977 i Rio de Janeiro, är en brasiliansk MMA-utövare som tävlar i organisationen ONE Championship. Han har tidigare tävlat i Ultimate Fighting Championship där han varit mästare i viktklassen lätt tungvikt och vunnit en turnering. Belford har bland annat vunnit mot Wanderlei Silva, Randy Couture och Rich Franklin.
Belfort var bara 19 år när han debuterade i UFC den 7 februari 1997 på UFC 12. På den tiden var alla UFC-event utformade som turneringar och Belford vann tungvikts-turneringen och blev i och med att han vann två matcher den yngsta någonsin att vinna en match i UFC. Belforts första förlust kom mot Randy Couture i hans femte match, en fighter han kom att möta två gånger till i karriären. Efter att ha besegrat Wanderlei Silva i oktober 1998 och totalt sex matcher (varav fem vinster) i UFC lämnade Belfort organisationen för japanska Pride. Han kom sedan att växla organisationer mellan UFC och Pride och gick först fem matcher i Pride innan han gick fem matcher i UFC för att sedan gå tre matcher i Pride.
Den 31 januari 2004 mötte Belfort Couture för andra gången och lyckades den här gången besegra honom och blev därmed mästare i UFC:s tungvikts-division. De båda möttes i en returmatch i augusti samma år och den gången blev utgången den omvända och Couture tog tillbaka mästartiteln. 
Efter att ha gått två matcher i Affliction under 2008-2009 återvände Belfort till UFC den 19 september 2009 på UFC 103 efter fyra år i andra organisationer. Han mötte Rich Franklin i en catchweight-match på 196 lbs (89 kg) och vann via knockout tre minuter in i den första ronden.
Belfort kom sedan att stanna i Ultimate Fighting Championship fram till 2018. Under den tiden hann han gå ytterligare 14 matcher och samla på sig vinster mot bland andra Luke Rockhold, Michael Bisping, och Anthony Johnson.
Efter att ha förlorat via knockout i andra ronden mot Lyoto Machida den 12 maj 2018 på UFC 224 meddelade Belfort att han beslutat sig för att pensionera sig från professionell MMA och lämnade därmed Ultimate Fighting Championship. Det beslutet visade sig dock bli kortlivat då han i december samma år meddelade sina intentioner att fortsätta tävla i sporten.
1 mars 2019 annonserades att Belfort tecknat ett nytt kontrakt med ONE Championship.